# Emoji – Der Film
Emoji – Der Film (Originaltitel: The Emoji Movie) ist ein US-amerikanischer 3D-Computeranimationsfilm des Regisseurs Tony Leondis aus dem Jahr 2017. Das Konzept des Films basiert auf den in SMS und Chats verwendeten, weit verbreiteten Emojis. Der Film startete am 3. August 2017 in den deutschen Kinos.

## Handlung
Das Emoji Gene lebt in Textopolis, einer digitalen Stadt im Smartphone seines Benutzers Alex. Obwohl er der Sohn zweier Meh-Emojis ist, hat er die Fähigkeit, verschiedene Gesichtsausdrücke anzunehmen. Das liegt daran, dass er, im Gegensatz zu den anderen Emojis, ohne Filter geboren wurde. Seine Eltern Mary und Mel versuchen ihn daher von der Arbeit fernzuhalten, Gene besteht jedoch darauf. Nachdem Alex eine Nachricht von seinem Schwarm Addie erhält, entscheidet er sich dazu, ein Emoji zurückzuschicken. Als Gene bemerkt, dass er ausgewählt werden soll, verfällt er in Panik und macht einen verwirrenden Gesichtsausdruck. Das Textcenter gerät daraufhin in Aufruhr und Gene wird ins Büro von Smiler, der Systemadministratorin des Textcenters, gebeten. Dort wird er als Fehlfunktion eingestuft und muss demnach gelöscht werden. Gene wird von Bots verfolgt, aber schließlich von Hi-5 gerettet, einem früher begehrten Emoji, der auf Grund mangelnder Nutzung seinen Ruhm verloren hat. Hi-5 ist davon überzeugt, dass Gene mit Hilfe eines Hackers repariert werden kann.
Smiler schickt indessen weitere Bots auf den Weg, Gene zu finden, als sie erfährt, dass Alex aufgrund der Vorfälle plant, sein Smartphone reparieren zu lassen. Gene und Hi-5 erreichen eine Piraterie-App, wo sie das Hacker-Emoji Jailbreak antreffen. Ihr großer Traum ist es, den Cloud-Service Dropbox zu erreichen, sodass sie in der Cloud leben können. Das Trio wird von sämtlichen Bots angegriffen, schafft es jedoch, in das Videospiel Candy Crush Saga zu flüchten. Jailbreak ist der Meinung, Gene könne in der Cloud repariert werden. Anschließend wechselt die Gruppe zur Just.Dance-App. Dort wird offenbart, dass Jailbreak ursprünglich ein Prinzessin-Emoji mit dem Namen Linda war, die aufgrund ständiger Voreingenommenheiten ebenfalls von zuhause flüchtete. Sie werden erneut von Bots angegriffen. Die verursachten Schäden führen Alex dazu, die App zu löschen. Gene und Jailbreak entkommen, Hi-5 landet jedoch samt App im Papierkorb.
Mel und Mary starten indes die Suche nach ihrem Sohn und haben eine eher lethargische Auseinandersetzung. Als Mel zugibt, dass auch er eine Fehlfunktion ist und Genes Zustand erklärt, vertragen sie sich jedoch wieder. Bei einem Abstecher durch die Musik-App Spotify gesteht Jailbreak, dass sie Gene akzeptiert und dass er sich für seine Störung nicht schämen soll. Sie erreichen den Papierkorb und retten Hi-5, werden jedoch kurz darauf von einem fortgeschrittenen Bot überrascht. Sie entkommen erneut und betreten Dropbox, wo sie auf eine Firewall stoßen. Sie entschlüsseln das Passwort und erreichen die Cloud, wo Gene neu programmiert werden soll. Gene beichtet seine Gefühle für Jailbreak, diese möchte aber trotzdem in der Cloud wohnen bleiben. Aus Kummer verfällt Gene zurück in seine Apathie. Der Bot holt das Trio ein und nimmt Gene mit sich.
Als sich Smiler darauf vorbereitet, Gene zu löschen, treffen Mel und Mary ein. Diese werden ebenfalls bedroht. Der Bot kehrt samt Gene ins Textcenter zurück, wo es Jailbreak und Hi-5 gelingt, ihn zu deaktivieren. Der außer Gefecht gesetzte Bot stürzt auf Smiler und lässt Gene frei. Alex hat seitdem sein Smartphone zur Reparatur gebracht und entschließt sich schließlich, das Gerät zu löschen. Aus Verzweiflung sendet Gene sämtliche Nachrichten an Addie, was Alex dazu führt, den Löschvorgang zu stoppen und Addie anzusprechen. Gene akzeptiert sich so, wie er ist und wird von den anderen Emojis gefeiert.
In einer Post-Credit-Szene ist Smiler mit zerbrochenen Zähnen in der Loser-Lounge mit anderen vergessenen Emojis zu sehen.

## Produktion
Regisseur Tony Leondis bekam die Idee zum Konzept des Films, nachdem er eine Nachricht mit Emojis erhielt. Um die Geschichte auszugestalten, erwog er die Idee, dass die Emojis die reale Welt erkunden. Sein Produzent riet ihm allerdings davon ab und bevorzugte eine Handlung, die sich um das Leben der Emojis in einem Smartphone dreht, wofür sich Leondis schließlich entschied.
Im Juli 2015 wurde verkündet, dass Sony Pictures Animation an Stelle von weiteren Interessenten, Warner Bros. und Paramount Pictures, die Rechte zum Film erhalten hatte. Offiziell bekanntgegeben wurde dies dann bei der CinemaCon 2016. Da die Rechtevergabe mit dem Release und Erfolg von Pixars Alles steht Kopf zusammenfiel und es sich nach T. J. Miller, dem Sprecher der Hauptrolle, bei Emoji – Der Film um den am schnellsten produzierten Animationsfilm handelt, wurde in manchen Besprechungen der Vorwurf laut, der Streifen sei ein Knockbuster.
Bei der Entwicklung der Hauptfigur ließ Regisseur Leondis sich von deren Sprecher T. J. Miller inspirieren. Jailbreak sollte ursprünglich von Ilana Glazer gesprochen werden, die jedoch später durch Anna Faris ersetzt wurde.

## Rezeption
Der Film erhielt durchgängig sehr schlechte bis desaströse Kritiken. Während Synchronarbeit und Animation meist gelobt wurden, waren die Geschichte und die sämtlichen, teils manipulativen Produktplatzierungen Ziel universeller Kritik. Bei Rotten Tomatoes fielen 6 % von 132 Kritiken positiv aus. Ironischerweise nutzt die Seite das Verbotszeichen-Emoji („🚫“) als Konsens.  Bei der Internet Movie Database erreichte der Film mit 3,2 von 10 Sternen ebenfalls eine sehr schlechte Bewertung und ist auf der Plattform auf Platz 45 (Stand: März 2023) der sogenannten „Bottom 100“ – einer Liste der von Nutzern der Website durchschnittlich am niedrigsten bewerteten Filme – gelistet. Bei Metacritic erreichte der Film lediglich 12 von 100 Punkten, basierend auf 26 Kritiken.

„Unterm Strich ist es wohl sinnvoller, seine Zeit dafür zu investieren, seinem Kollegen ein Kackhaufen-Emoji zu schicken, als über die Botschaft des Films nachzudenken.“

„Die Witze sind flach, die Charaktere Stereotypen. Das Schlimmste an ‚Emoji – der Film‘ ist aber das schamlose Product Placement, das Kindern nicht zugemutet werden sollte.“

„Mit Ausnahme einiger schöner visueller Ideen ist ‚Emoji – Der Film‘ der Inbegriff von witz- und seelenlosem Animationskino. Wir wissen genau, welchen Emoji wir dafür vergeben würden…“

Mit einem Budget von 50 Millionen US-Dollar spielte der Film bisher weltweit knapp 179,5 Millionen Dollar ein und gilt somit als kommerzieller Erfolg.
Bei der Verleihung der Goldenen Himbeere 2018 erhielt Emoji – Der Film die Auszeichnung in vier Kategorien: für das Schlechteste Drehbuch, das Schlechteste Leinwandpaar, die Schlechteste Regie und zudem auch den Hauptpreis als Schlechtester Film, womit erstmals in der Geschichte des Negativpreises ein Animationsfilm in dieser Kategorie ausgezeichnet wurde.

## Synchronisation
Dialogbuch und Dialogregie wurden von Schauspielerin Elisabeth von Molo geschrieben und geführt.
| Rolle                 | Originalsprecher   | Deutsche Sprecher      |
| --------------------- | ------------------ | ---------------------- |
| Gene                  | T. J. Miller       | Tim Oliver Schultz     |
| Highfive              | James Corden       | Christoph Maria Herbst |
| Jailbreak             | Anna Faris         | Joyce Ilg              |
| Smiler                | Maya Rudolph       | Anja Kling             |
| Mary Meh              | Jennifer Coolidge  | Katrin Fröhlich        |
| Mel Meh               | Steven Wright      | Gedeon Burkhard        |
| Alex                  | Jake T. Austin     | Sebastian Fitzner      |
| Poop/Kaka             | Patrick Stewart    | Dietmar Wunder         |
| Poop Jr./Kaka Jr.     | Jude Kouyate       | Vicco Clarén           |
| Flamenca              | Sofía Vergara      | Carolina Vera          |
| Akiko Gitter          | Christina Aguilera | Maria Koschny          |
| „Teufel“ Steven       | Sean Hayes         | Jaron Löwenberg        |
| Addie                 | Tati Gabrielle     | Aliana Schmitz         |
| Lachender Emoji/Pizza | Tony Leondis       | Nico Nothnagel         |
| Nerd Emoji            | Rich Dietl         | Matthias Scherwenikas  |
| Spam                  | Rachel Ray         | Jenny Löffler          |
| Thumbs Up             | Thom Bishops       | Patrick Giese          |
| Travis                | Sean Giambrone     | Joely White            |
| Mitarbeiterin         | Melissa Sturm      | Ilka Willner           |
| Internet-Troll        | Jeffrey Ross       | Sven Brieger           |